# Municipio de Myrtle (condado de Knox)
El municipio de Myrtle (en inglés: Myrtle Township) es un municipio ubicado en el condado de Knox en el estado estadounidense de Misuri. En el año 2010 tenía una población de 415 habitantes y una densidad poblacional de 4,43 personas por km².

## Geografía
El municipio de Myrtle se encuentra ubicado en las coordenadas 40°10′17″N 92°0′0″O / 40.17139, -92.00000. Según la Oficina del Censo de los Estados Unidos, el municipio tiene una superficie total de 93.67 km², de la cual 93,46 km² corresponden a tierra firme y (0,22 %) 0,21 km² es agua.

## Demografía
Según el censo de 2010, había 415 personas residiendo en el municipio de Myrtle. La densidad de población era de 4,43 hab./km². De los 415 habitantes, el municipio de Myrtle estaba compuesto por el 98,07 % blancos, el 0,24 % eran afroamericanos, el 0,24 % eran asiáticos y el 1,45 % eran de una mezcla de razas. Del total de la población el 0 % eran hispanos o latinos de cualquier raza.